# エリザ・ルモニエ
エリザ・ルモニエ（Élisa Lemonnier、1805年3月24日 - 1865年6月5日）はフランスの教育者であり、1848年の二月革命の後、失業に追い込まれた女性たちを救うために縫製作業所を立ち上げたのを機に、1862年、フランス初の女子職業教育学校を設立した。

## 背景
エリザ・ルモニエは1805年3月24日、ジャン・グリマーユとエティエネット＝ロザリー・アルドベールの第三子マリー・ジュリエット・エリザ・グリマーユとしてソレーズ（オクシタニー地域圏タルヌ県）に生まれた。5人兄弟姉妹（兄弟3人と妹1人）であった。父方のグリマーユ家はソレーズの旧家であり、母エティエネット＝ロザリーは貴族バロー・ド・ミュラテル家の出である。母方の大叔父モーリス・ド・バロー・ド・ミュラテルは、1792年のヴァルミーの戦いで前線の歩兵隊を率い、プロイセン軍に対するフランス革命軍の初の勝利に貢献した人物であり、母方の祖母アルドベール夫人は1893年にジャコバン派に投獄された経験を持つ。

## 教育

### 伝統的な教育 vs. 自由教育
父を早くに亡くし（1817年、エリザが12歳のとき）、母と祖母に育てられた。女子寄宿学校で初等教育を受け、読み書き、文法のほか、算数、地理、歴史、絵画の初歩を学んだ。当時の女子教育としてはかなり高度なものであったが、11歳から15歳までカストル (タルヌ県) に住む従妹のサン＝シール・ド・バローのもとに預けられ、さらに学業を続けた。ド・バロー夫人による自由な教育は、エリザの心身の発達に大きな影響を及ぼした。
エリザの兄たちはコレージュ・ド・ソレーズ（ソレーズ修道院）に学んだ。カトリック教会最古の修道会であるベネディクト会が、プロテスタントの牙城であったピュイローラン・アカデミー（モントーバン・ピュイローラン・アカデミー）（1598年に設立、ナントの勅令の廃止により1685年に廃校）に対抗するために1682年に設立した学校であり、1776年にはフランス王立学校12校の一つであった。1791年以降にフェルリュス兄弟（フランソワ、次いでレイモン＝ドミニク）が経営を引き継ぐと、優れた教師を集め、ヴォルテールらの啓蒙思想に基づいて自由な精神を育むライック（非宗教的）な学校として知られるようになった。カストルからソレーズに戻ったエリザは、こうした環境でフェルリュス兄弟の娘たちと知り合い、フェルリュス家のサロンに出入りする政治家、実業家、哲学者、芸術家らの活動から大きな影響を受けた。
1814年に第一帝政が崩壊し王政が復古すると、1820年に王党派がコレージュ・ド・ソレーズを「規律のない、無宗教の」学校、反体制的な学校であると訴え、経営権を奪回した。実際、40人の教員のうち王党派は6人であったが、この結果、共和派の教員が多数辞任した。

### プロテスタンティズム
一方、グリマーユ家はプロテスタントであり、思想の自由と自己責任に基づく教育方針がエリザの知性と道徳性を養うと同時に、後にライックな（宗教教育を排除した）学校を設立したにもかかわらず、彼女自身は生涯にわたって信仰を貫き通した。この点は、後のサン＝シモン主義の教義に関する夫との対立、および彼女の教育観を理解する上で重要である。

## サン＝シモン主義

### サン＝シモン主義とフェミニズム
1827年、エリザはシャルル・ルモニエ (1806-1891) と出会った（1831年8月22日に結婚）。シャルルはパリで哲学のバカロレアを取得し、ラテン語、ギリシャ語、哲学の教師としてコレージュ・ド・ソレーズに赴任したが、復古王政期にカトリックが国教と宣言され、コレージュでカトリックへの帰依を強制されたことを機に、職を辞してパリに戻ることになった。シャルルはソレーズ滞在中にサン＝シモン主義者のジャック・ルセギエと知り合った。ルセギエはコレージュ・ド・ソレーズに学び、共和派の政治家エミール・バローのほか、ギュスタヴ・ド・ブーファール、ピエール・ボレルらとともに南仏（カステルノーダリ、モンペリエ、カルカソンヌ、ロデーズ）におけるサン＝シモン主義の布教に貢献した人物であり、シャルルがパリに戻るときには、エミール・バローへの紹介状を書いている。シャルルはパリでサン＝シモン主義の講演を聞き、使徒になった。エリザもまたルセギエに勧められてサン＝シモン主義の学説解義や機関誌を読み、彼のグループに参加した。
サン＝シモン伯爵クロード・アンリ・ド・ルヴロワの思想（教義）はプロスペール・アンファンタンとサンタマン・バザールに受け継がれ、二人は最高教父として、特権や世襲の権利の廃止、能力主義に基づく社会階級、平等な社会の実現を目指す改革を推進し、さらに、信教の自由を主張し、新しいキリスト教を提唱した。サン＝シモン主義はまた、1830年代のフランスにおいて家父長的な家族制度の廃止と家庭内での男女平等を基本にした女性解放思想を確立したことで知られる。これは女性の意識改革や地位向上を促しただけでなく、以下に見るように、女性解放運動を支持する多くの男性サン＝シモン主義者（思想家、政治家、実業家）を生み出した。

### サン＝シモン主義の分裂・夫婦の対立
だが、エリザとシャルルが結婚した1831年にアンファンタンとバザールの間に対立が生じ、サン＝シモン主義の分裂につながった。対立の原因は道徳に関する教義であり、特に女性の役割や地位、性に関する考え方の違いである。アンファンタンは自由恋愛、性の解放を含む女性の完全な解放を主張したのに対して、バザールの思想は伝統的な道徳観やカトリックの結婚観に基づくものであった。シャルルはすでに教父アンファンタンに対して信仰告白をし、布教（プロパガンダ）活動を牽引していたが、アンファンタンの教義はエリザにとっては受け入れ難いものであり、彼女はこれを「おぞましい不道徳」と表現した。こうして、サン＝シモン主義の分裂はエリザとシャルルの不和・対立の原因となった。シャルルは、「熟慮の末」、結婚を秘蹟とするカトリックの教義に基づく1816年5月8日の離婚禁止法の合法性を否定する「女性への呼びかけ」を発表したが、エリザは夫に服従せず、伝統的な結婚観に基づく考えを生涯変えることがなかった。これは二人にとって「深刻な分裂」、「辛い試練」であり、エリザはシャルルに、「心が肯わないこと、理性が拒否することに屈することはできません。そのために身が砕かれても仕方がありません。・・・私にとってあなたの考え、あなたの使徒活動は非宗教的です」と書き送った。
1831年8月にシャルルは「女性の未来」と題する公開講座を開いているが、シャルルによると、この原稿はエリザの考えを反映するものであり、彼女が男女平等ではなく（同じ役割・同じ教育を与え、同じ能力を要求するのでなく）、男女それぞれの特徴を強調し、性別役割分業に基づく相互補完的な協力関係を目指していたことがわかる。また、1841年9月27日付でサン＝シモン主義の女性作家アンジェリック・アルノーに宛てた手紙ではシャルルとの意見の食い違いについて説明し、苦しみを伴う情熱的な関係の後に、「今は穏やかな結婚生活を送りたい」、現代の男女関係は「不評を買う、不道徳なものばかりである」と書いている。

### トリスタンの労働者連合運動への共感
実際、サン＝シモン主義は「不道徳である」との訴えがあって布教が制限されたこともあり、シャルルはパリを離れ、再びソレーズでエリザと一緒に暮らし、コレージュ・ド・ソレーズで教鞭を執った。入信前にパリで始めた弁護士の勉強も再開し、資格を得るとボルドーに越した。ボルドーでは10年ほど切り詰めた生活を送った。エリザは家計を助けるために下着類を売る仕事を始めようとしたが、弁護士の妻の仕事ではないという偏見があって諦めざるを得なかった。1844年にフローラ・トリスタンが労働者の連帯・団結を呼びかける自著『労働者連合』を持ってルモニエ夫妻を訪問した。彼女は労働者連合運動のためにフランス各地を遍歴しながら講演会を行っていた。彼女もまたサン＝シモン主義に傾倒し、女性解放運動にも取り組んでいたが、女性の問題と労働者の問題を同次元で捉えていたトリスタンは、フェミニストからは距離を置き、単独で活動した。こうしたトリスタンの思想にエリザは共感した。女性の経済的自立、そのための就労、そしてそのための女子教育を重視していたからである。だが、トリスタンはルモニエ家滞在中に病に倒れ、同年11月14日、41歳の若さで他界した。

## 女子職業教育

### 縫製作業所 - 女性失業者の救済
1845年に、シャルルがサン＝シモン主義の実業家ペレール兄弟の北部鉄道の訴訟を担当することになり、再びパリに引っ越した。
1848年の二月革命によって臨時政府が成立すると、エリザは、ウジェニー・ニボワイエらサン＝シモン主義の女性たちとともに「1848年の女性たち」と呼ばれる運動を起こした。この運動の機関紙が、1848年3月20日にニボワイエが創刊した『女性の声女性の声』紙であり、同紙には臨時政府への労働者代表の参加、失業女性のための国立作業所の設置などを要求する、リュクサンブール委員会宛の多くの請願書が掲載された。
エリザは、革命の後に失業に追い込まれた女性たちを救うために、友人数人の協力を得て、フォーブール・サン・マルタン通り（パリ10区）に縫製作業所を設立し、病院や監獄に納入する衣類を製造した。資金の前借り、布地の調達、帳簿付け、仕事の配分や監督、納品まで休む暇もなく活動を続け、2か月間で200人以上の母親に仕事を与えることができた。この経験から、彼女は管理者として自信を持つようになり、同時にまた、たとえば、布団を縫うといった仕事でも経験がなければできないことから、女子職業教育の必要性を痛感した。また、女性の就労を促すためには家事・育児労働を軽減する必要がある。このためには洗濯場、託児所、下着製造販売所を備えた施設も必要になる。このようなエリザの提案は「1848年の女性たち」の臨時政府に対する請願書に盛り込まれた。

### 女子教育の変遷・非宗教的教育
一方、1833年6月28日の法律（ギゾー法）により、人口500人以上のコミューンに小学校を設置することが義務付けられ、この結果、義務教育が導入されたが、対象は男子のみであった。1850年3月15日の法律（ファルー法）によって人口800人以上のコミューンに女子向けの小学校を設置することが義務付けられたときに初めて、義務教育が女子にも適用されることになった。すでに1848年に公教育相に就任したイポリット・カルノーは、男子校・女子校を同数にすること、女性教師の高等師範学校を設立すること、コレージュ・ド・フランスに女子学生のみを対象とする講座を開講すること、そしてこのために前年コレージュ・ド・フランスで「女性精神史」（翌48年出版）の講義を行ったエルネスト・ルグーヴェを任命していたが、翌49年の選挙で保守派が勝利すると、王党派のアルフレッド・ド・ファルーが公教育相に就任し、カルノーの提案は実現されなかった。さらに1853年12月31日のデクレにより、女子中等教育は実質的にカトリック教会が担うことになった。カトリックの聖職者は、女性が高等教育を受けると「自然によって定められた」女性の役割から逃れようとし、家事・育児をおろそかにする、したがって、社会の基盤である家庭の破壊につながるおそれがあるという発想から、進歩的な考え、ライシテ（政教分離）、「理性の崇拝」にことごとく反対した。
こうした背景から、エリザは敬虔なプロテスタントでありながら非宗教的な女子教育が必要であると考えた。実際、1880年にフォントネー＝オー＝ローズに女子高等師範学校を創設した初等教育局長フェルディナン・ビュイソンとフェリックス・ペコー牧師をはじめとし、初等教育の無償化、義務化、非宗教化に向けたジュール・フェリーの教育改革（ジュール・フェリー法）において中核的な役割を担ったのはプロテスタントであった。

### 女子職業教育協会 (1862年)
また、女子中等教育制度（公教育）が確立されたのは、女子中等教育に関する1880年12月21日の法律（カミーユ・セー法）によってであり、エリザはこれら1880年代の教育改革より20年も前に女子職業教育の第一歩を刻んだ。1856年、18人の女性とともに「母の保護協会」を設立した。「母の保護」という言葉は、エリザが母親としての女性の役割を重視したからであり、彼女はこの協会を、「一人でも多くの貧困家庭の女子に職業教育を無償で提供するために結成された既婚女性・未婚女性の集会」と定義した。この活動は多くの著名な共和主義者やサン＝シモン主義者の支持を得た。イポリット・カルノーのほか、後に終身上院議員、アカデミー・フランセーズ会員、首相を務めることになったジュール・シモン、政治家のエドモン・アダム、ウジェーヌ・ペルタンらは、こうした女性市民の教育は民主主義と共和国の基盤であるとし、また、資金面では、哲学者・政治家のジュール・バルテルミ＝サンティレール、サン＝シモン主義の実業家フランソワ・バルテルミ・アルレス＝デュフール（フランス人女性で初めてバカロレアを取得したジュリー＝ヴィクトワール・ドービエを支援したことでも知られる）、作家アレクサンドル・デュマ・ペール、ロチルド家（ロスチャイルド家）のナタニエル・ド・ロチルド（ナサニエル・ド・ロスチャイルド）、ジェームス・ド・ロチルド（ジャコブ・マイエール・ド・ロチルド）男爵夫人、ギュスタヴ・ド・ロチルド男爵夫人、そして画家のローザ・ボヌールが援助した。
1862年5月には組織を拡大して「女子職業教育協会」を設立した。「母の保護協会」設立から6年間に1万フラン近い献金があり、女子職業教育協会設立後も、反教権主義の自由思想家やフリーメイソンの支部、ペレール兄弟、クレディ・リヨネ創設者のアンリ・ジェルマン、クレディ・リヨネやソシエテ・ジェネラルの創設に参加したポーラン・タラボ、政治家のジャック・アレクサンドル・ビクシオ、歴史学者のアンリ・マルタン、経済学者・政治家のミシェル・シュヴァリエ、声楽家・作曲家のポーリーヌ・ヴィアルドらからさらに多くの支援を得た。
女子職業教育協会の目的は、「パリに女子職業学校を設立し、経営すること、就労を希望する若い成人女性が様々な職業に就けるように講座を開講すること」である。エリザはこのためにパリ3区のペルル通りに場所を確保し、講義要領や時間割を作成した。初代校長にはマリー＝ジョゼフィーヌ・ド・マルシェフ＝ジラールが就任した。学校は急速に発展し、最初は15人だった学生が2か月後には50人、2年目には150人に達し、この間、縫製作業所が設置され、速記法を開発したエメ・パリは音楽教員として無償で講義を行った。教室が手狭になったため、同じ3区のテュレンヌ通りの広い建物に移転した。また、同様の女子職業学校の設立を希望する声が高まり、9区のロシュシュアール通りに2校目を開学した。エリザの女子職業教育学校は3年制の学校であり、一般科目にはフランス語、算数、歴史、地理、物理、化学、衛生学、博物学、絵画、装飾画、正書法、声楽などがあり、専門科目は商業、簿記、商業算数、商法、英語、用器画などであった。また、縫製作業所に加えて、木版画、陶器絵付けなどの作業所も設置された。学費は1か月10フランで、家庭の経済状況によって金額の異なる3種類の奨学金を提供した。
当時の女子中等教育が一部の貴族・ブルジョア階級の女性を対象として修道院や寄宿学校で行われていたのに対して、エリザの学校は通学制で、しかも、宗教を問わずすべての女性に開かれた、非宗教的な学校であった。エリザは、宗教教育は家庭で行うべきであると考えていたからである。

## 死去・没後
病気がちのエリザは南仏の故郷で過ごすが多くなっていたが、彼女にとって最後となった1865年5月20日の2度目の卒業式で、学生に手ずから最優秀賞を与えた。学生の判断力と自主性を信頼し、学生たち自身に選考・選出させた賞である。1865年6月5日にパリで死去。享年60歳。
翌1866年、夫シャルル・ルモニエが書いた50ページほどのエリザの伝記『エリザ・ルモニエ ― 女子職業教育協会設立者』が刊行された。
1884年10月16日、パリ12区の通り（トロワ・シャンデル通りと呼ばれていた部分を含む）が「エリザ・ルモニエ通り」と名付けられ、ここに後に「エリザ・ルモニエ幼稚園」が建てられた。同じ12区のアルマン・ルソー通りには美容・モード専門学校「リセ・エリザ・ルモニエ」がある。パリ3区のデュペレ美術専門学校は、エリザ・ルモニエを中心とする女性解放運動により、縫製・工芸職の学校として1864年に設立された。2016年、最初の学校を開校したパリ3区のペルル通りに、エリザ・ルモニエを記念する銘板が設置された。

## 参考資料
- Charles Lemonnier, Élisa Lemonnier, fondatrice de la Société pour l'enseignement professionnel des femmes, Saint-Germain, L. Toinon, 1866 - 夫シャルル・ルモニエによる伝記。以下の文献も主に本書に基づくものである。
- Jean-Louis Debré, Valérie Bochenek, Ces femmes qui ont réveillé la France. Fayard, 2013 - (邦訳) ジャン＝ルイ・ドブレ、ヴァレリー・ボシュネク著『フランスを目覚めさせた女性たち』西尾治子、松田祐子、吉川佳英子、佐藤浩子、田戸カンナ、岡部杏子、津田奈菜絵共訳、パド・ウィメンズ・オフィス、2016年。
- 加藤節子「48年の女性像 (6) ― Elisa Lemonnier」『駒澤大学外国語部研究紀要』第22号、駒澤大学、1993年3月、275-303頁、ISSN 03899845。
- Christine Bard, Sylvie Chaperon, Dictionnaire des féministes. France - XVIIIe-XXIe siècle, Presses Universitaires de France, 2017.